# تشارلز دبليو. بيلي الثاني
تشارلز دبليو. بيلي الثاني (بالإنجليزية: Charles W. Bailey II) (28 أبريل 1929، بوسطن في الولايات المتحدة - 3 يناير 2012، إنغلوود في الولايات المتحدة)؛ صحفي وروائي أمريكي. درس في جامعة هارفارد.

## روابط خارجية
- تشارلز دبليو. بيلي الثاني على موقع IMDb (الإنجليزية)
- تشارلز دبليو. بيلي الثاني على موقع قاعدة بيانات الفيلم (الإنجليزية)